# Prosopography of Anglo-Saxon England
Prosopography of Anglo-Saxon England (Prosopografia dell'Inghilterra anglo-sassone), abbreviato come PASE, è il nome di una base di conoscenza e di un sito web che ambiscono a raccogliere qualsiasi informazione esistente in forma scritta e redatta nell'età contemporanea rispetto agli abitanti viissuti nel Regno Unito o con tutti gli individui che abbiano avuto una stretta relazione con qualcuno di essi.
La copertura temporale spazia dalle ultime decadi del sesto secolo fino alla fine dell'undicesimo.

## Storia
Dal 2000 al 2008, il progetto fu finanziato dall'Arts and Humanities Research Council e fu gestito dal Dipartimento di Studi Storici e Centro di informatica applicata alle scienze umanistiche del King's College London, in collaborazione con il Dipartimento di studi anglo-sassoni, norreni e celtici dell'Università di Cambridge.
il 27 maggio 2005, la British Academy lanciò online la prima versione del sito, disponibile all'indirizzo www.pase.ac.uk e basata su documenti archivistici di età sassone.

Il 10 agosto 2010, fu lanciato il cosiddetto PASE2, che integrava i dati catastali e proprietari del Domesday Book, rielaborati in forma di fattoidi.

## Finalità
Esso intende rispondere al quesito annoso della struttura della proprietà terriera del Regno Unito nell'anno 1066, anno della conquista normanna che nei venti anni successivi portò al trasferimento dei latifondi dall'aristocrazia anglo-sassone a quella dell'invasore.
Guglielmo I si attribuì un potere del tutto nuovo per la tradizione giuridica inglese che era quello di pretendere la fedeltà assoluta dei sudditi, minacciandoli col ricatto di un esproprio discrezionale, non più subordinato a fini di pubblica utilità.
Il regime proprietario terriero chiuso ed elitario, nonché i nuovi privilegi del sovrano andavano contro gli elementi caratterizzanti del sistema agricolo britannico: l'open field e il principio del no taxation without representation.